# 조민호 (아이스하키 선수)
조민호(曺敏灝, 1987년 1월 4일~2022년 6월 15일)는 대한민국의 전 아이스하키 선수로 현역 시절 센터로 활동했다. 아시아리그 아이스하키의 아이스하키팀 HL 안양의 프랜차이즈 스타였으며 대한민국 아이스하키 대표팀의 일원으로 조국에서 열린 2018년 동계 올림픽에 참가했고 세계 아이스하키 선수권 대회에 11회 참가했다. 그리고 아시안 게임에서 은메달 1개, 동메달 1개를 획득했다. 

## 생애
2008년 안양 한라 입단 후 대명 상무에서 군 복무하던 2013년부터 2015년까지를 제외하고 11시즌동안 HL 안양에서만 활동했고 13년간 프로 통산 393경기 124골·324어시스트를 기록하면서 HL 안양의 6번의 아시아리그 아이스하키 우승, 4번의 4강 플레이오프 진출, 전국 종합 아이스하키 선수권 대회 5회 우승 및 5회 준우승 등에 공헌했다. 2009-10 시즌에는 신인상을 받았고 대명 상무 시절이던 2013년에는 전국 종합 아이스하키 선수권 대회에서 우승을 달성했다.
대한민국 아이스하키 대표팀 소속으로 2011년 동계 아시안 게임 동메달, 2017년 동계 아시안 게임 은메달 획득에 기여했고 이후 2017년 세계 아이스하키 선수권 대회 디비전 1 그룹 A에서 오스트리아에 이어 준우승을 차지하며 2018년 톱 디비전 진출에 성공하기도 했다. 그리고 자국 평창에서 열린 2018년 동계 올림픽에서는 1998년 동계 올림픽 우승팀인 체코와의 개막전에서 대한민국 아이스하키 대표팀의 동계 올림픽 1호골을 터뜨렸다. 
조민호는 2021년 10월 미국 전지 훈련을 다녀온 직후 폐암 말기 판정을 받았다. 8개월 동안 항암 치료를 받으며 투병 생활을 이어갔지만 2022년 6월 15일 강남구 일원동에 위치한 삼성서울병원에서 향년 35세를 일기로 사망했다.

## 수상 내역
안양 한라
- 아시아리그 아이스하키: 2009-10, 2010-11[3], 2015-16, 2016-17, 2017-18, 2019-20[4]
- 전국 종합 아이스하키 선수권 대회: 2009, 2010, 2014, 2016, 2021
- 전국 종합 아이스하키 선수권 대회 준우승: 2008, 2011, 2012, 2015, 2019

 대명 상무
- 전국 종합 아이스하키 선수권 대회: 2013

 대한민국 아이스하키 국가대표팀
- 아시안 게임 은메달: 2017
- 아시안 게임 동메달: 2011
- 세게 선수권 대회: 2017 디비전 1 그룹 A 2위

개인
- 아시아리그 아이스하키 신인상: 2009-10